# Bhagwatpersad Shankar
Bhagwatpersad Shankar (27 november 1961  - 14 december 2021) was een Surinaams onderwijzer en bestuurder. Hij was van 2005 tot 2010 districtscommissaris van Nickerie.

## Biografie
Bhagwatpersad studeerde agogiek aan de Anton de Kom Universiteit van Suriname en studeerde af met de graad van doctorandus. Later promoveerde hij tot Ph.D. Hij was docent aan de middelbare school in Nickerie en op de kweekschool. Voor zijn studenten hij wilde zoveel mogelijk het beste en als collega stond hij bekend als een vraagbaak.
In 2005 werd hij benoemd tot districtscommissaris van Nickerie. In 2006 stelde minister van JusPol, Chan Santokhi, een justitieel onderzoek in naar de verstrekking van verblijfsvergunningen door Shankar. Deze waren aan ex-Surinamers, Guyanezen en Chinezen verstrekt, terwijl de Vreemdelingenpolitie deze in alle gevallen had afgewezen. Shankar reageerde niet op de hoogte te zijn geweest van een beschikking van de minister waardoor hij die bevoegdheid niet had. In 2009 floot minister Gregory Rusland Shankar terug omdat hij een ondernemer toestemming had gegeven om schelpzand in de monding van de Nickerie af te graven, zonder daar bevoegd voor geweest te zijn. De ondernemer zou een ravage achtergelaten hebben in de rivier.
In 2006 was het beheer over de Stalweide een slepende kwestie. Veehouders vroegen Shankar toen hier het bestuur van over te nemen. In 2010 werd Shankar zelf onderdeel van de discussie toen de voorzitter van de Veehouders Vereniging Nickerie, Bramdew Rampadarath, Shankar beschuldigde van corruptie in de verdeling van de Stalweide.
In oktober rommelde het in het districtsbestuur. Shankar verweet het politieapparaat in het district van een complot tegen hem en vroeg minister Martin Misiedjan om een evaluatie van de situatie en overplaatsingen van personen. Op 29 november 2010 werd hij door minister Linus Diko afgezet, wat Shankar zelf kwalificeerde als "een politieke beslissing". Zijn rol werd hierna tijdelijk ingevuld door Roline Samsoedien.
Op 25 juli 2011 werd hij samen met zes andere ambtenaren aangehouden,  vanwege verdenking van ontvreemding van ruim 60.000 SRD per persoon. Op 19 december 2012 werden alle verdachten vrijgesproken; Shankar zat bij elkaar anderhalf jaar in voorarrest. Hij reageerde veel materiële en immateriële schade te hebben opgelopen. Voor hem woog eerherstel het nog het zwaarst.
Shankar overleed op 14 december 2021. Hij is 60 jaar oud geworden.